# Габрієль Дорзіа
Габрієль Дорзіа (25 січня 1880 , Еперне, Марна, Франція  — 30 листопада 1979 , Біарриц, Атлантичні Піренеї, Франція ) — французька актриса театру та кіно. Піонерка модних тенденцій в Парижі, що популяризувала дизайн Коко Шанель. Театр Габрієль-Дорзіа в Еперне у Франції, названий на її честь.

## Життєпис
Габрієль Дорзіа народилася в 1880 році. Дебютувала на сцені в 1898 році в Королівському театрі Парк у Брюсселі. Вона переїхала до Парижа і з'явилася у фільмі Альфреда Капюса «Біржова війна» (1900), але привернула увагу громадськості саме її виконання в ролі Терези Ербо в «Англійській ланці» (1906). Вона також стала відомою своїм життям поза сценою, зав'язавши романтичні стосунки з акторами Люсьєном Гітрі та Луї Жуве. У неї були тісні дружні стосунки з Жаном Кокто, Жаном Жироду, Коко Шанель, Полем Бурже та Анрі Бернштейном. Під час Першої світової війни Дорзіа покинула Францію, щоб здійснити тур по Сполучених Штатах Америки, де вона збирала гроші для біженців від війни. Після війни вона гастролювала по Канаді, Південній Америці та решті країн Європи.
У 1921 році Дорзіа знялася у першому фільмі «Інфанта в стилі троянди». Вона зіграла в понад шістдесяти фільмах, включаючи Mayerling, Жахливі батькиі Манон. У 1925 році вона вийшла заміж за графа Мішеля де Зогеба, друга короля Єгипту Ахмеда Фуада I. Опублікувала свої мемуари Côté cour, côté jardin у 1968 році.
Померла Габрієль Дорзіа в 1979 році.

## Театр
- Chaîne anglaise Камілья Удіно та Абеля Германа, Театр дю Водевіль (1906)
- "Якобінці " Абеля Германа, Театр дю Водевіль (1907)
- Шерубін Франсіса де Круассе, Театр Феміна (1908)
- "Соната Крейцера " Фернана Нозьєра та Альфреда Савуара (1910)
- Бель Амі (1912)
- Les Éclaireuses Моріса Донне, Комеді Маріньї (1913)
- L'Épervier Франсіса де Круассе, Театр де l'Ambigu (1914)
- Un homme en habit, Андре Пікар (драматург)[fr] і Ів Міранд, Театр Вар'єт (1920)
- Comédienne Жака Буске, Поля Армона, Театр Нові (1921)
- Trois et une Дені Аміель, Театр Сен-Жорж (1932)
- Espoir Генрі Бернштейн, Театр дю Гімназ, з Клодом Дофіном, Віктором Франсеном і Рене Девіллер, (1934)
- La vie est si courte Леопольд Маршан, Театр Пігаль (1936)
- Електр Жана Жироду, Театр де l'Athénée (1937)
- Жахливі батьки Жана Кокто, Театр послов (1938)
- La Machine à écrire Жана Кокто (1941)
- Le Dîner de famille Жана Бернара-Люка, Théâtre de la Michodière (1944)